# White Witch Doctor
White Witch Doctor és una pel·lícula dirigida per Henry Hathaway que fou estrenada el 1953 als Estats Units.

## Argument
1907. Ellen Burton (Susan Haywards) arriba al Congo com a infermera assignada a la Dra Maria en la missió local. A la seva arribada es troba el caçador John Douglas (Robert Mirchum) anomenat "Lonnie". Aquest està carregant el vaixell amb alguns animals salvatges destinats a parcs zoològics del món (un treball extremadament perillós i rendible per a l'època). Ellen es troba a l'Àfrica en honor i memòria del seu marit mort un any abans i que havia tingut el desig de curar els nadius.

## Repartiment
- Susan Hayward: Ellen Burton
- Robert Mitchum: John 'Lonni' Douglas.
- Walter Slezak: Huysman
- Mashood Ajala: Jacques
- Joseph C. Narcisse: Utembo
- Elzie Emanuel: Kapuka
- Timothy Carey: Jarrett
- Otis Greene: Bakuba boy